# Nokia G10
Nokia G10 та Nokia G20 — смартфони початкового рівня, розроблені HMD Global під брендом Nokia. Були представлені 8 квітня 2021 року.

## Дизайн
Передня панель в виконана зі скла, а рамка та задня панель — з пластику.
Ззаду смартфони, як і більшість смартфонів Nokia 2020-2021 років, мають круглий острівець камери. З дизайном G10 та G20 відрізняються одним кольоровим варіантом, кількістю тилових камер та розташуванням спалаху в Nokia G10 в острівці камери, коли в G20 він розташований під острівцем.
Знизу розміщені мікрофон, роз'єм USB-C та динамік, а зверху — другий мікрофон та 3.5 мм аудіороз'єм. З лівого боку розташовані кнопка виклику Google Асистента та залежно від моделі слот під 2 SIM-картки і карту пам'яті або слот під 1 SIM-картку і карту пам'яті. З правого боку розміщені кнопки регулювання гучності та кнопка блокування, в яку вбудований сканер відбитків пальців.
Nokia G10 продавався в кольорах грозове небо (синій), пурпуровому, G20 — грозове небо (синій) та сріблястому.

## Технічні характеристики

### Платформа
Nokia G10 отримав процесор MediaTek Helio G25, а G20 — Helio G35, які працюють в парі з графічним процесором PowerVR GE8320.

### Батарея
Батарея отримала об'єм 5050 мА·год.

### Камера
Nokia G10 отримав основну потрійну камеру, що складається із ширококутного об'єктива на 13 Мп з діафрагмою f/2.2 і автофокусом та макрооб'єктива і сенсора глибини по 2 Мп з діафрагмою f/2.4 (макро). Натомість Nokia G20 отримав основну квадрокамеру, що складається із ширококутного об'єктива на 48 Мп з діафрагмою f/1.79 і фазовим автофокусом, надширококутного об'єктива на 5 Мп і макрооб'єктива та сенсора глибини по 2 Мп з діафрагмою f/2.4 (макро). Також смартфони отримали ширококутну фронтальну камеру на 8 Мп. Камери обох моделей мають можливість запису відео в роздільній здатності 1080p@30fps.

### Екран
Екран IPS LCD, 6,52", HD+ (1600 × 720) зі співвідношенням сторін 20:9, щільністю пікселів 269 ppi та краплеподібним вирізом під фронтальну камеру.

### Пам'ять
Nokia G10 продавався в конфігураціях 3/32, 4/32, 3/64 та 4/64 ГБ, а G20 — 4/64 та 4/128 ГБ. У всіх моделей об'єм сховища можна розширити картою пам'яті формату microSD до 512 ГБ.

### Програмне забезпечення
Моделі були випущені на «чистому» Android 11 і були оновлені до Android 13.